# 사야시 리호
사야시 리호(鞘師里保, 1998년 5월 28일 ~ )는 일본의 여성 아이돌 그룹 전 모닝구무스메。의 멤버이자, BABYMETAL의 서포트 댄서. 연예사무소 재팬 뮤직 엔터테인먼트 소속. 전 업프런트 프로모션 소속.
프로듀서 층쿠♂에게서는「인형과 같이 사랑스러움인데, 강력한 뒤의 본모습을 가진다.」라고 있어서 호평하였다.
팀 내에서 춤 부분에 이시다 아유미와 함께 같이 이루기 때문에 현재는 팀 내에서 에이스였다. 모닝구무스메 전현멤버 중에서는 춤을 잘 춘다. 춤 부분 에이스는 그대로 이시다 아유미가 물려받았다.

## 약력
2005년
- 액터즈스쿨 히로시마에서는 매년 2회 발표회가 거행되고 있어 사야시는 이 년 3월 13일의「2005 SPRING ACT」보다 출연. 그 앞으로 2009년까지 출연하고 있었다[2].

2010년
- 5월 21일, 모닝구무스메。와 공동 출연하는 여배우를 모집하는 목적으로 열린「Jc&Jk 여배우 오디션」에 합격했던 것이 발표된다.
- 6월, 모닝구무스메。무대「패셔너블」에 출연.

2011년
- 1월 2일, 나카노 선플라자에서 행해진「Hello! Project 2011 WINTER ~환영 신선축제~」에서, 약 9000명이 응모한「모닝구무스메。9기 멤버 오디션」에 합격해 모닝구무스메。제9기 멤버로 선택되었던 것이 발표되었다[3][4].

2012년
- 6월, 헬로! 프로젝트의 신유닛 피베리(ピーベリー)에서 스마이레지의 와다 아야카와 활동을 하게 될 것이며, 헬로! 프로젝트 여름 콘서트에서 오리지널 곡 '케비지 백조'(キャベツ白書)를 공연할 예정이다. 하로! SATOYAMA 라이프의 일부분으로서 DIY♡와 함께 공연했다.

2015년
- 10월 29일, 본인 블로그에서 2015년 대회일에서의 모닝구무스메。졸업을 발표[5][6].
- 12월 31일, 나카노 선플라자에서 행해진「Hello! Project COUNTDOWN PARTY 2015 ~GOOD BYE & HELLO!~」의 공연에서 모닝구무스메。를 졸업. 졸업 후, 헬로! 프로젝트 멤버로서 재적한다.

2018년
- 12월 7일, 11월 말에 소속사와의 전속 매니지먼트 계약을 종료. 동시에 헬로! 프로젝트를 졸업[7].

2019년
- 3월 30일,「Hello! Project 히나페스 2019」에서 3년 3개월만에 게스트로서 출연.
- 6월 이래, BABYMETAL의 2019년경의 세계 투어「METAL GALAXY WORLD TOUR」에 일일 서포터 댄서 3명[주 1] 중의 한 사람으로서 출연. 6월 28일에 요코하마 아레나에서 행해진 라이브『BABYMETAL AWAKENS - THE SUN ALSO RISES -』[8]와 6월 30일에 행해진 이클립스의 음악 페스『Glastonbury Festival 2019』[9], 7월 6일에 포토 멧세에서 행해진『BABYMETAL ARISES - BEYOND THE MOON - LEGEND - M -』등에 출연하고 있다.

2020년
- 5월 1일, 인스타그램 개설[10].
- 9월 3일, 재팬 뮤직 엔터테인먼트에 소속 계약을 체결하면서 연예계 복귀를 하였다[11].

2025년
- 6월 2일, 생일 라이브에서 에이벡스 트랙스와 계약을 맺고 메이저 데뷔가 결정되었음을 발표했다.

## 작품

### EP
1. DAYBREAK (2021년 8월 4일)
2. Reflection (2022년 1월 12일)
3. UNISON (2022년 11월 16일)
4. Too much! (2025년 7월 23일)

### 싱글
1. Hi(gh) Life (2024년 2월 7일)

### 착신 싱글
1. Super Red (2025년 6월 18일)

### 앨범
1. Symbolized (2024년 7월 24일)

### DVD
- 사야시 리호～Greeting～ (2011년 8월 31일, Zetima)
- RIHO (2012년 3월 9일) - e-LineUP! 한정 판매
- 햣 호~이♪( ´θ｀)ノ (2012년 9월 26일, Zetima)
- snowdrop (2013년 3월 28일) - e-LineUP! 한정 판매
- Riho's Fashion Archive (2014년 3월 12일, Zetima)

### Blu-ray
- Sixteen (2015년 4월 8일, Zetima)

### 디지털 사진+영화 작품집
- Riho+Masaki [모닝구무스메。] (2012년 7월 6일, 나가노 히로후미 촬영, 팬 플러스 G더 텔레비전 PLUS 착신)

## 출연

### 텔레비전 드라마
- 수학♥여자학원 (2012년 1월 11일 ~ 3월 28일, 니혼테레비) - 나가타 사나 역

### 라디오
- RIHO-DELI (2011년 4월 3일 ~ 2014년 12월 28일, FM Fuji)
- 사야시 리호와 ○○와 (2020년 12월 5일 ~ , MBS 라디오)

### USTREAM
- 유스트림무스메。(2011년 4월 13일 ~ 7월 13일)

### 무대 · 뮤지컬
- BS-TBS 개국 10주년 기획「패셔너블」(2010년 6월 11일 ~ 27일, 21회 공연)
- 리본 ~생명의 오디션~ (2011년 10월 8일 ~ 17일, 전노제 홀 스페이스 제로) - 셰익스피어 역
- 스테이시즈 ~소녀재살가극 - 모모 역
- LILIUM ~소녀순결가극~ - 리리 역

### 이벤트
- 9기 피로연 이벤트 (2011년 2월 6일 : 요코하마 BLITZ, 2월 11일 : 오사카 엘씨어터)
- 「헬로! 채널 Vol.4」발매 기념 악수회 (2011년 5월 20일, 후케 서점 신쥬쿠 사브나드점)
- 아이카의 ANNEX 이벤트 ~파스텔 칼라 Days~ (2011년 6월 6일, TOKYO FM HALL)
- 사야시 리호 솔로 사진집 이벤트 (2011년 8월 27일, 후케 서점 신쥬쿠 사브나드점)
- 글로벌 축제 JAPAN 2011「모닝구무스메。와 함께 배우는 국제 협력」(2011년 10월 1일, 히비야코우엔)
- 모닝구무스메。다나카 레이나씨 · 미치시게 사유미씨 · 사야시 리호씨 · 스즈키 카논씨 악수회 (2011년 10월 19일, 후케 서점 신쥬쿠 사브나드점, 모닝구무스메。in 하와이 사진집「아로하로! 모닝구무스메。2011」발매 기념)
- ~Morning Days Happy Holiday~ 9기 멤버 후쿠무라 미즈키 · 이쿠타 에리나 · 사야시 리호 · 스즈키 카논 팬클럽 투어 in 야마나시 (2011년 11월 5일 ~ 6일)
- 영화「쉐어 하우스」무대 인사 첨부 프리미엄 상영회 (2011년 11월 12일 ~ 13일)
- 헬로! 프로젝트 모베키마스 Single 「ブスにならない哲学」발매 기념 이벤트「헬로! 프로젝트☆페스티벌 2011」(2011년 11월 23일, 도쿄 요미우리 랜드 EAST)
- 용기의 날개 2011 토크 이벤트 (2011년 11월 25일, 트렛사 요코하마 북동 2F 리용 광장)
- bayfm78 공개 녹음「LaLaport MUSIC JAM Vol.34」(2011년 12월 11일, 라라 포토 TOKYO-BAY 1층 중앙 광장)
- 「12/23 (금·축), 타치카와 임시점에 모닝구무스메。9기 멤버 4명이 내점!!」이벤트 (2011년 12월 23일, 다이에 타치카와점)

### 영화
- 쉐어하우스 (2011년 11월 12일 공개)

## 서적

### 단행본
- 17세의 결단 (2016년 3월 12일, 오딧세이 출판) ISBN 978-4-8470-4826-5

### 사진집
- 1st 솔로 사진집「さやしりほ」(2011년 8월 27일, 와니북스) ISBN 978-4-8470-4391-8
- 2nd 솔로 사진집「アンドゥトゥア」(2012년 8월 27일, 와니북스)
- 모닝구무스메。9 · 10기 1st official Photo Book (2012년 9월 10일, 와니북스)
- 아로하로! 모닝구무스메。9기 사진집 (2012년 12월 16일, 카도카와쇼텐)
- 3rd 솔로 사진집「太陽」(2013년 11월 25일, 와니북스)
- 4th 솔로 사진집「十六歳」(2015년 3월 25일, 와니북스)
- 사진집 전집 「モーニング娘。鞘師里保全集2011-2015」(2015년 12월 25일, 와니북스) ISBN 978-4-8470-4814-2

## 참가 유닛
- 모닝구무스메。(2011년 ~ 2015년)
- 피베리 (2012년 ~ 2015년)

### 내용주
1. ↑  남은 2명은 사쿠라 학원의 후지하라 카노와 오카자키 모모모

### 참조주
1. ↑  「제9기 모닝구무스메。」층쿠 OFFICIAL BLOG「つんブロ♂芸能コース」, 2011년 1월 2일.
2. ↑  액터즈스쿨 히로시마 공식 사이트, 발표회 일람 보관됨 2011-08-06 - 웨이백 머신
3. ↑  「모닝구무스메。9기 멤버 영춘 첫 피로. 층쿠♂ 긴급 지명으로 합계 4명」니혼테레비 NEWS24, 2011년 1월 2일.
4. ↑  「모닝구무스메。에 신멤버 4명」일본 일간스포츠, 2011년 1월 2일.
5. ↑  「보고 사야시 리호」모닝구무스메。'15 Q기 공식 블로그, 2015년 10월 9일.
6. ↑  모닝구무스메。'15 사야시 리호에 관한 소식
7. ↑  사야시 리호에 관한 소식
8. ↑  “ベビメタ新体制で初単独公演 元モー娘鞘師も登場”. 《日刊スポーツ》. 2019년 6월 29일. 2019년 6월 29일에 확인함.
9. ↑  “【エンタがビタミン♪】BABYMETAL『Glastonbury Festival』にも鞘師里保が登場「RIHOMETAL」が加わり新章突入の予感”. 《Techinsight》. 2019년 7월 1일. 2019년 7월 1일에 확인함.
10. ↑  “元モー娘。鞘師里保がインスタグラム開設「お久しぶりです！皆さんお元気でしょうか？」ファンお祭り騒ぎ”. 《スポーツ報知》 (報知新聞社). 2020년 5월 1일. 2020년 5월 1일에 확인함.
11. ↑  “鞘師里保「昔はとにかく頑張ることが美学だと思っていました」　芸能活動再開一問一答”. 《サンスポ》. 2020년 9월 3일. 2020년 9월 7일에 원본 문서에서 보존된 문서. 2020년 9월 3일에 확인함.